# Makadam

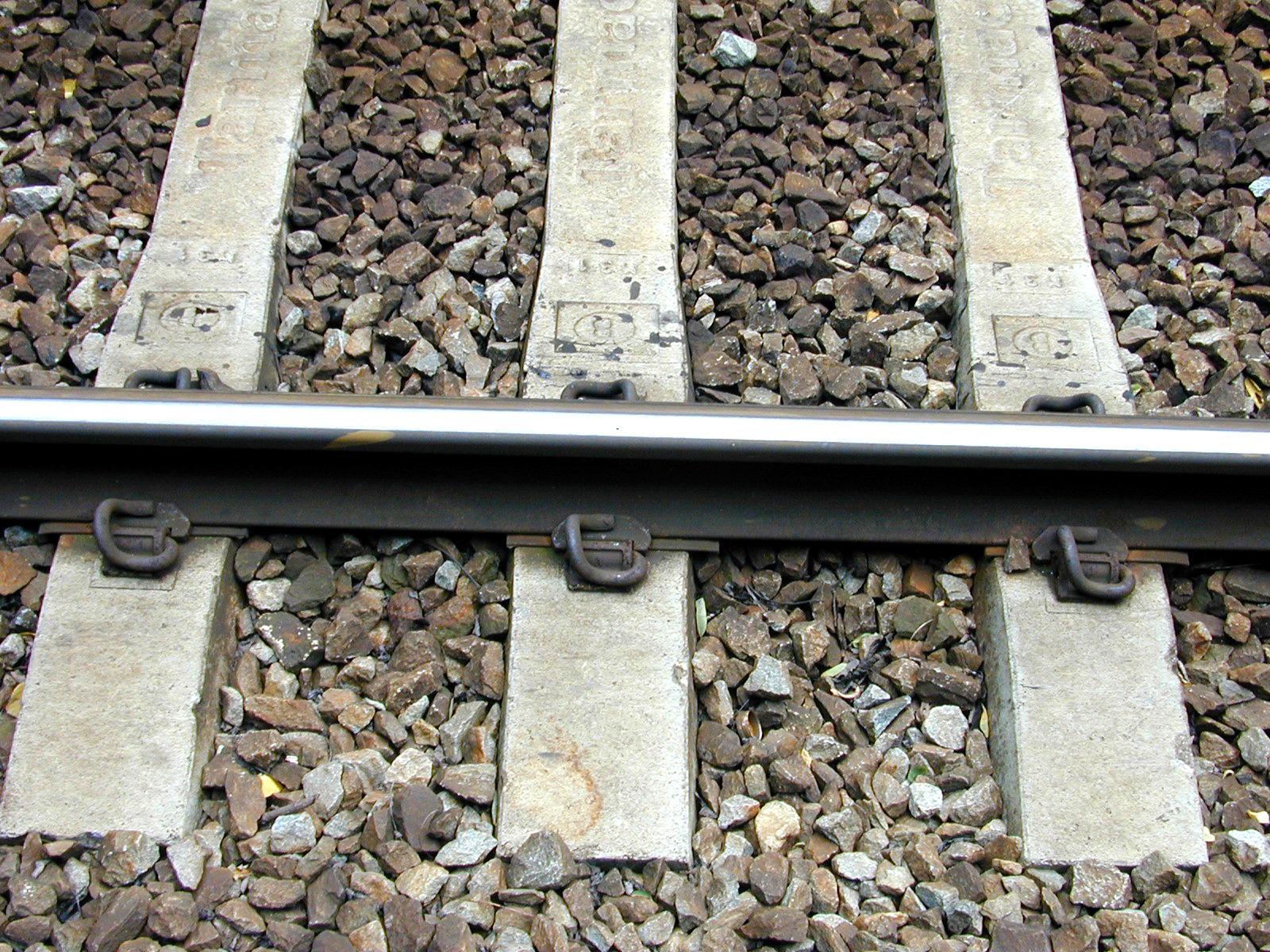
Järnvägsspår i ballast av makadam.

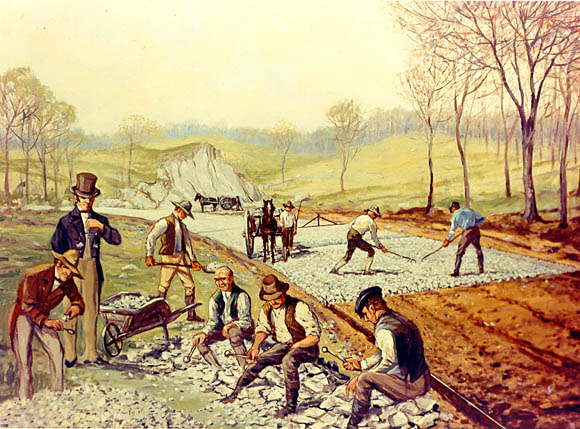
Vägbygge med makadam mellan städerna Hagerstown och Boonsboro i den amerikanska delstaten Maryland år 1823, alltså samtida med John McAdam.

Makadam är krossad sten som inte innehåller några nollfraktioner (de allra minsta partiklarna). Den används som överbyggnad under vägbeläggning och som underlag till järnvägsspår.

## Användning
Makadam används som icke tjälskjutande och kapillärbrytande material under betongplattor. Termen makadam används även om en speciell metod att bygga vägar av krossad sten. Den grova stenstorleken innebär att materialet inte suger åt sig vatten (till exempel från regn) i särskilt hög grad, och därför inte blir så känslig för frost och tjäle.

## Fraktioner
Typiska kornstorlekar av makadam är 4-8 mm, 8-11 mm, 11-16 mm, 8-16 mm och 16-32 mm, samt som järnvägsballast 32-63 mm. Motsvarande naturprodukt framställd från okrossat naturgrus kallas singel.

## Etymologi
Ordet makadam kommer från den skotske ingenjören John Loudon McAdam (icke att förväxla med botanikern John Macadam, som givit sitt namn åt Macadamiasläktet). Han utvecklade en metod för att bygga vägar med fastställda stenstorlekar, inklusive en lämplig metod för att krossa sten för användning vid väg- och järnvägsbyggen. Ursprungligen utfördes ofta arbetet som straffarbete på fängelser, men senare övergick man till stenkross-maskiner. Makadam användes ofta vid anläggandet av avgiftsbelagda vägar i USA.